# Camptonotus affinis
Camptonotus affinis är en insektsart som beskrevs av Rehn, J.A.G. 1903. Camptonotus affinis ingår i släktet Camptonotus och familjen Gryllacrididae. Inga underarter finns listade i Catalogue of Life.